# Жюстина, или Несчастья добродетели
«Жюсти́на, и́ли Несча́стья доброде́тели» (итал. Justine, ovvero le disavventure della virtù) — фильм режиссёра Хесуса Франко. Первая большая экранизация одноимённого романа маркиза де Сада для массового зрителя. Один из самых высокобюджетных фильмов режиссёра.

## Сюжет
Фильм повествует о жизни двух сестёр: невинной и наивной Жюстины и прагматичной Жюльетты. После смерти родителей девушек выгоняют из монастыря, в котором те обучались, со ста франками в кармане и благословением.
Жюльетта тут же отправляется в престижный парижский публичный дом, чтобы там начать взбираться по лестнице жизненного успеха, а Жюстина узнает, что мир совсем не идеален, и что с её «благочестием» и невинностью делать в нём, по сути, нечего, ибо вся её самостоятельная жизнь превращается в череду жестокого обмана, унижений, преследований и пыток.

## В ролях
- Клаус Кински — Маркиз де Сад
- Ромина Пауэр — Жюстина
- Мария Ром — Жюльетт
- Харальд Лейпнитц — Раймонд
- Джек Пэланс — Антонин
- Розмари Декстер — Клодин
- Аким Тамиров — Ду Харпин
- Мерседес Маккэмбридж — мадам Дюбуа
- Кармен де Лирио — мадам де Буиссон
- Майк Брендел — Пьер
- Розальба Нери — Флоретт

## История создания
Съёмки фильма производились в Барселоне, а некоторые сцены были отсняты в исторических интерьерах XIX века зданий Антони Гауди. Роль Маркиза де Сада первоначально должен был исполнить Орсон Уэллс, однако в последний момент был заменён на Клауса Кински. Роль Жюстины же Франко планировал отдать Розмари Декстер (исполнила роль Клодин), но под давлением продюсеров роль была отдана 17-летней Ромине Пауэр, что очень сильно раздражало Франко.
Исполнивший роль брата Антонина Джек Пэлэнс на съёмках постоянно появлялся в нетрезвом виде, хотя, как признавал Франко, в ином состоянии он не справился бы с этой ролью так блестяще.